# ویلیام اورتون کالیس
ویلیام او. کالیس (William O. Callis) (زادهٔ ۴ مارس ۱۷۵۶ – درگذشتهٔ ۱۴ مارس ۱۸۱۴)،‏ پسر ویلیام جان کالیس و مری جین کاسبی بود. او دوست دوران کودکی رئیس‌جمهوران جیمز مدیسون و جیمز مونرو بود، در یورک‌تاون با جورج واشینگتن بود و با لافایت، توماس جفرسون، بندیکت آرنولد آشنایی داشت.

## اوایل زندگی
ویلیام اورتون کالیس در ۴ مارس ۱۷۵۶ در نزدیکی اوربانا، ویرجینیا زاده شد. او پسر ویلیام و مری (کاسبی) کالیس بود. مادر وی سوین فرزند ویلیام اورتون و مری واترز بود.
پسر عمومی مادر وی دابنی کار نام داشت، کار عضو مجلس نمایندگان ویرجینیا بود و با مارتا جفرسون ازدواج کرده بود. مارتا خواهر رئیس‌جمهور توماس جفرسون و دختر عموی همسر دوم ویلیام، آن پرایس بود. مادر مارتا که جین رندولف نام داشت، دختر ایشام رندولف، ناخدای کشتی و گاهی مزرعه‌دار، دختر عموی پیتون رندولف و نوه نجیب‌زاده ثروتمند انگلیسی بود. پدر مارتا پیتر جفرسون نام داشت و مزرعه‌دار و نقشه‌بردار در شهرستان البمارل (شادویل، بعداً ایج هیل، ویرجینیا) بود. او اصالت ویلزی داشت. زمانی که سرهنگ ویلیام رندولف، دوست نزدیک پیتر جفرسون، در ۱۷۴۵ میلادی درگذشت، پیتر بنا بر وصیت رندولف مسئولیت املاک ویلیام رندولف در توکاهو و سرپرستی نوزاد وی توماس مان رندولف جونیور را بر عهده گرفت. در همان سال، خانواده جفرسون به توکاهو نقل مکان نموده و برای هفت سال بعدی در آنجا زندگی کردند و پس از آن دوباره به خانه، البمارل، بازگشتند. پس از آن پیتر جفرسون به عنوان سرهنگ شهرستان انتصاب یافت که در آن زمان یک سمت بسیار مهم به حساب می‌آمد.
دابنی و مارتا والدین دابنی کار و پدربزرگ و مادربزرگ دابنی اسمیت کار بودند، دابنی اسمیت کار یک ناشر روزنامه بود که بعدتر به عنوان نماینده ایالات متحده در ترکیه (۱۸۴۳ – ۱۸۴۹ میلادی) خدمت کرد.
ویلیام اورتون همراه با جیمز مدیسون و جیمز مونرو به‌طور خصوصی توسط پارسون جان تاد، کسی که نخستین مکتب کلاسیک را در خانه خود در نزدیکی اوچید در شهرستان لوئیسا تأسیس کرده بود، آموزش داده می‌شدند. کالیس در ۱۷ سالگی یکجا با مور در کالج ویلیام و مری وارد شدند؛ اما او در اواخر ۱۷۷۵ میلادی کالج را ترک نموده و به ارتش قاره‌ای پیوست.

## ازدواج و خانواده
او برای بار نخست در ۱۷۸۳ میلادی با مارتا الیزابت وینستون (۲۱ ژوئن ۱۷۶۵ – ۲۹ آوریل ۱۷۸۸) ازدواج کرد. آنها والدین سه فرزند بودند.
او برای بار دوم در ۴ مه ۱۷۹۰ با همسر دومش آن پرایس در شهرستان لوئیسا، ویرجینیا ازدواج کرد. وی در ۴ نوامبر ۱۷۷۴ در «کول واتر»، شهرستان هانوفر، ویرجینیا به‌دنیا آمده بود و در ۸ سپتامبر ۱۸۴۶ در دوزول، شهرستان هانوفر، ویرجینیا وفات کرد. آنها نُه فرزند داشتند.
همسر دوم وی دختر سروان توماس رندولف پرایس بود، رندولف پرایس در جریان جنگ انقلاب آمریکا در ملیشای ویرجینیا خدمت کرده بود و همراه با باربارا اورتون «بتسی» وینستون در رویداد باروت شرکت داشت. باربارا سپر عمومی مارتا الیزابت وینستون، همسر اولی ویلیام اورتون کالیس، بود.
نسب آن به افراد ذیل می‌رسد: سیسلی ویلفورت و روحانی دکتر ادوین ساندیس، یکی از رهبران کلیسای انگلیکان که به ترتیب در سمت‌های اسقف ووستر (۱۵۵۹ – ۱۵۷۰ میلادی)، اسقف لندن (۱۵۷۰ – ۱۵۷۶ میلادی) و اسقف اعظم یورک (۱۵۷۶ – ۱۵۸۸ میلاد) خدمت نمود؛ سِر جورج بارن سوم (زادهٔ ۱۵۳۲ – درگذشتهٔ ۱۵۹۳)، لرد میر لندن و یکی از بازرگانان و مقامات دولتی برجسته لندن در دوران پادشاهی الیزابت یکم؛ ویلیام رندولف (غسل تعمید در ۷ نوامبر ۱۶۵۰ – درگذشتهٔ ۱۱ آوریل ۱۷۱۱)، استعمارگر و زمین‌دار که نقش مهمی در تاریخ و حکومت مشترک‌المنافع ویرجینیا ایفا نمود. از وی و همسرش ایشام به عنوان «آدم و حوا ی ویرجینیا» یادآوری می‌شود؛ ریچارد لاولیس، شاعر انگلیسی قرن هفدهم میلادی؛ و فرانسس لاولیس (۱۶۲۱ – ۱۶۷۵ میلادی)، کسی که از جانب دوک یورک و بعداً شاه جیمز دوم انگلستان به عنوان دومین فرماندار مستعمره نیویورک گماشته شده بود.
آن دختر نوه کاپیتان توماس تاد بود، تاد با الیزابت برنارد ازدواج نموده بوده که در این صورت، آن هم خون مری تاد لینکلن می‌شود. توماس و الیزابت همچنین پدربزرگِ پدربزرگ رئیس‌جمهور جیمز مدیسون بودند.

## خدمت نظامی
در ۱۷۷۵ میلادی، ویلیام اورتون به عنوان سرباز در نیروهای سواره نظام سبک کاپیتان جان بلفید، تیپ یکم ارتش قارهٔ تحت فرماندهی سرهنگ تئودریک بلاند، وارد شد.
در ۲۷ سپتامبر ۱۷۷۶، او در گروهان سروان آرتور اسمیت، تیپ سرهنگ چارلز دابنی در تیپ چهارم ویرجینیا تحت رهبری سرهنگ توماس ایلیوت، وارد شد. او در جریان نبرد هایتس در شهر نیویورک بود و همچنین در جریان عقب‌نشینی ارتش واشینگتن از نیویورک تا نیوجرسی در این ارتش حضور داشت.
در ۱۲ ژانویه ۱۷۷۷، او به درجه نظامی ستوان دوم در گروهان سروان جان سمیت، تیپ پیاده چهارم ویرجینیا تحت فرماندهی سرهنگ رابرت لاسون، ترفیع داده شد.

### دره فورج
در ژوئن ۱۷۷۸، او به درجه نظامی ستوان یکم در گروهان سروان جورج وال، تیپ پیاده پنجم ویرجینیا تحت فرماندهی سرهنگ جیمز وود، ترفیع داده شد و در این جریان در اردوگاه نظامی دره فورج، اردوگاه پارسینوس، اردوگاه وایت پلینز و اردوگاه رابرتز فارم جنگید.
او در ۳۰ سپتامبر ۱۷۷۸ مجروح شده و پس از اینکه ریه‌های وی در اثر جراحت گلوله توپ در نبرد مونمووث تخریب گردید، در فهرست افراد غیر مفید قرار داده شد. او برای به‌دست آوردن مجدد سلامتی خود، در ۱۷۷۹ میلادی جنگ را ترک نموده و به هند غربی در هاوانا و بعداً به کاراکاس رفت. پس از بازیابی سلامت خود، او مجدداً وارد خدمت نظامی شده و در دسامبر ۱۷۸۰ به عنوان ستوان نیروهای اسب‌سوار داوطلب در ملیشای چهارم ویرجینیا خدمت کرد.

### در یورک‌تاون
۸ مارس ۱۷۸۱ یورک‌تاون – نامه سروان جیمز مکسول به فرماندار جفرسون تشریح می‌کند که چگونه گروه ۳۰۰ نفری از سربازان غارتگر انگلیسی تحت فرماندهی سرهنگ دونداس توسط سرگرد کالیس و ستوان آلن با نیروهای کوچک داوطلبان از یورک‌تاون تا نیوپورت نیوز فرار داده شده و مورد تعقیب قرار گرفت.
در ۶ آوریل ۱۷۸۱، کالیس که حالا سرگرد شده بود، نامه‌های سرلشکر ویدون پیرامون تبادل زندانیان را به سرگرد انگلیسی جین. دبلیو. فلپس در پورتسموث انتقال داد.
پس از محاصره یورک‌تاون در ۸ مارس ۱۷۸۱، سروان جیمز مکسول در نامهٔ که به فرماندار جفرسون نوشت تشریح می‌کند که چگونه گروه ۳۰۰ نفری از سربازان غارتگر انگلیسی تحت فرماندهی سرهنگ دونداس توسط سرگرد کالیس و ستوان آلن با نیروهای کوچک داوطلبان از یورک‌تاون تا نیوپورت نیوز فرار داده شده و مورد تعقیب قرار گرفت.

### ملاقات با بندیکت آرنولد
در ۱ اوت ۱۷۸۱، کالیس که به درجه نظامی سرهنگ ترفیع یافته بود، در مورد ناوگان حاضر در منطقه پورتسموث به سرلشکر ویدون در ویلیامزبرگ گزارش داد. لوئیس ال. کین بیان می‌کند که چگونه جد وی آن (پرایس) کالیس داستان ملاقات کالیس با بندیکت آرنولد در رود جیمز پیرامون ترتیبات مبادله اسیران جنگی، را به نوه‌های خود بیان می‌کرد. زمانی که آنها منتظر بودند تا اسناد لازم طی مراحل شود، آرنولد از کالیس پرسید که اگر او (آرنولد) در جنگ اسیر شود چه اتفاقی رخ خواهد داد. کالیس پاسخ داد، «آقا، پای تو که در راه خدمت به کشورت مجروح گردید با احترام کامل نظامی دفن خواهد شد. بقیه وجودت به دار آویخته خواهد شد!» پانویسی در کتاب زندگی واشینگتن (صفحه ۲۸۶) اثر اروینگ، نیز به این رویداد اشاره می‌کند، اما از افسر مربوطه نام نمی‌برد.